# Усташи
Усташи – Хърватско Революционно Движение (на хърватски: Ustaša – Hrvatski revolucionarni pokret), известно като Усташи (на хърватски: Ustašе), е хърватско фашистко милитаристично терористично движение, което управлява Независимата хърватска държава по време на Втората световна война. Създадено през 1929 г. от Анте Павелич с финансовата подкрепа на италианското правителство, до вземането на властта в Хърватия и други територии се занимава с атентати и политически убийства, за да установи „най-бруталния сателитен режим в сферата на влияние на Оста“.
При основаването му през 1929 г. основната цел на усташкото движение е създаване на Независима хърватска държава (НХД). След като Югославия е окупирана от Силите на Оста през Втората световна война, усташите поемат управлението на големи части от Югославия – в Хърватия и Босна и Херцеговина. Усташите установяват система от концентрационни и трудови лагери и избиват стотици хиляди сърби, цигани и евреи с бруталност, която шокира дори германските им съюзници.
По време на управлението на усташите паравоенната им организация Ustaska Vojnica наброява около 75 000 души. След оттеглянето на германските сили от Югославия през 1945 г. властта в Хърватия преминава в ръцете на Югославската народна освободителна армия.
Войните довели до разпада на Югославия в началото на 1990-те години предизвикват откритата демонстрация на про-усташки настроения и символи главно от страна на хърватската десница.

## Наименование
Името „усташи“ идва от хърватския глагол ustati, който означава „въставам“, следователно усташ означава бунтовник, въстаник.
Първоначалното име на организацията е „Усташа – Хърватска революционна организация“ (Ustaša – Hrvatska revolucionarna organizacija, UHRO), което е променено през 1933 г. на „Усташа – Хърватско революционно движение“ (Ustaša – Hrvatski revolucionarni pokret).
Организацията тясно сътрудничи с ВМРО на Иван Михайлов.

## История

### Преди Втората световна война
През октомври 1928 година, след покушението на хърватския лидер Степан Радич в югославския парламент (извършено от радикалния сръбски политик Пуница Рачич) се формира младежката група „Хърватско младежко движение“ с лидер Бранимир Йелич. Година по-късно Йелич привлича Анте Павелич в организацията.
До 1929 година вече са оформени две основни политически движения в Хърватия. Значителен брой хора симпатизират на идеята на Анте Павелич, че насилието е единственият начин да бъдат опазени хърватските национални интереси, но по същото време Хърватската селска партия (Hrvatska seljačka stranka) е по-популярна сред народа. На 20 април 1929 г. в София Павелич подписва, заедно с членове на Македонския национален комитет, декларация, в която обявяват, че ще продължават своята дейност за защитаването на човешките и национални права, политическа свобода и независимост на Хърватия и Вардарска Македония. За това Павелич и Перчец са осъдени на смърт на 17 юли 1929 г.
Въпреки че са в изгнание, Павелич и Перчец започват изграждането в Европа, Северна и Южна Америка на мрежа за подкрепа на организацията им, действаща на югославска територия. Движението им се радва на подкрепа най-вече в Белгия, Аржентина и щата Пенсилвания (САЩ). През януари 1932 г. лидерите на революционната организация я наричат „Усташе“. През ноември 1932 г. 10 бунтовници, водени от Андрия Артукович и подпомогнати от местни симпатизанти, атакуват жандармеристки пост в Брусани. Атаката се проваля и усташ е убит.
През 1933 г. Павелич извършва покушение над Перчец. Заедно с ВМРО усташите участват в покушението на югославския крал Александър през 1934 година (т.нар. Марсилски атентат). Ойген Дидо Кватерник е обвинен в планиране на покушението, извършено от член на ВМРО. Скоро след атентата всички, свързани с усташите организации (като „Хърватски домобран“, която продължава да съществува като невоенна организация), са забранени в Европа. Павелич и Квартерник са задържани в Италия като политически заложници между октомври 1934 г. и март 1936 г. След март 1937 г., когато Италия и Югославия подписват пакт за сътрудничество, много членове на усташкото движение са екстрадирани от Италия в Югославия.
Въпреки всичко тези събития не само не унищожават усташката организация, но привличат вниманието на голяма част от младежите в Хърватия, които започват да ѝ симпатизират. През февруари 1939 г. Миле Будак и Иван Оршанич стават редактори на новото издание „Хърватски народ“ (Hrvatski narod), което подкрепя идеите на усташите за хърватска независимост.

### Втора световна война
Силите на Оста окупират Югославия след 6 април 1941 г. Владко Мачек, лидер на Хърватската селска партия (която по онова време е най-влиятелната партия в Хърватия), отказва на Германия да ръководи хърватско правителство. На 10 април Славко Кватерник поема контрола над полицията в Загреб и в радиопредаване обявява създаването на Независимата хърватска държава. Същия ден Мачек излиза с изявление към хърватите да съдействат на новите власти. В хода на войната ръководените от усташите хърватски власти убиват хиляди етнически сърби. Те стават и решаващия фактор за формирането на масовото комунистическо партизанско движение в Югославия, защото принуждават сърбите в днешните Хърватия (без окупираната от Италия до септември 43-та Далмация) и Босна да влизат в редовете на партизаните, за да спасят живота си.

### След Втората световна война
След края на войната комунистическите партизани ликвидират усташкото движение и поемат властта в Югославия. Членове на движението продължават да се бият малко след капитулацията на немските сили, но скоро са победени. Битката за Поляна е последната битка на европейска земя през Втората световна война.
Голям брой усташи, бойци на Домобран (в превод: Защита на дома/родината; на хърватски: Domobran) и цивилни хърватски жители се опитват да избягат в Австрия и Италия, но на австрийската граница са предадени на партизаните. Впоследствие част от тях са екзекутирани, а друга част са върнати в Югославия. Павелич успява да избяга и се укрива на територията на Австрия, а по-късно бяга в Аржентина.
След войната останалите усташи преминават в нелегалност или бягат в държави като Австралия, Канада и Южна Америка. На 10 април 1957 г. в Буенос Айрес е извършен опит за убийство на Павелич. Куршумът засяга гръбначния му стълб и през 1959 година той умира в болница в Мадрид от раните си.

### Крайнодесни настроения в хърватската Уикипедия
През 2013 г. се поражда дискусия относно отрицателното отношение в хърватската Уикипедия към сърбите и други националности, като евреи и цигани. Както обикновени потребители, така и администратори, са обвинени в нарушаване на принципа за неутралност на Уикипедия. Хърватският министър на науката, образованието и спорта Желко Йованович публично осъжда поведението им и изразява притеснение, че младите хора в Хърватия са изложени на влиянието на лъжи и исторически ревизионизъм. Историчката Снежана Корен също изследва съдържанието на хърватската Уикипедия и заключава, че крайната цел на тези действия е реабилитирането на Независимата хърватска държава, марионетка на Нацистка Германия. Според нея „подобни действия биха могли да се характеризират единствено като усташко движение“.

## Идеология
До 1933 година усташите не включват в идейната си платформа антисемитизма. По-късно сред „вечните врагове“ на хърватския напредък са посочени сърби, евреи и цигани.
След като идват на власт, най-голямата пречка на усташите по пътя им към „чиста Хърватия“, са сърбите, населяващи Босна и Херцеговина и Хърватия. Усташките министри Миле Будак, Мирко Пук и Милован Занич предприемат действия, като през май 1941 г. обявяват, че целта на усташката политика е етнически чиста Хърватия, и публикуват стратегия за постигането ѝ.
Усташкото движение се обявява против демокрацията и индустриализацията. Заради сблъсък с нацистката идеология (според която славяните са смятани за по-нисша раса от арийската) усташите създават теория, че хърватите са потомци на готите и по този начин се опиват да се доближат до арийците.

## Символи
Символът на усташкото движение е широка главна латинска буква „U“. Друг вариант на знака включва малък кръст отгоре. Те добавят своя знак на вече съществуващи национални символи (например герба на Независимата хърватска държава).
Флагът на Независимата хърватска държава представлява червено-бяло-син трикольор, по средата на който е изобразен щит с червено-бели квадратчета (шаховница), а в горния ляв ъгъл усташкото „U“. За разлика от сегашния герб на Хърватия, чието червено-бяло каре започва с червено квадратче, гербът на НХД започва с бяло. Възможно обяснение на това е, че първото бяло квадратче символизира хърватската националност, докато червеното символизира хърватската държава; бялото поле е също използвано за така наречения боен флаг.
Усташкият поздрав е „Готови сме за родината!“ („Za dom – spremni!“):

Поздрав: За родината! (Za dom)
Отговор: Сме готови! (Spremni)
Този поздрав се използва вместо еквивалентния нацистки поздрав Sieg Heil. За пръв път е използван през XIX век от Йосип Йелачич. Днес поздравът се свързва главно с усташките симпатизанти.